# Джердап I
Джердап I (Железные ворота I) — гидроэлектростанция на Дунае на границе Сербии и Румынии, в сужении Железные ворота в 943 км от устья. ГЭС находится в совместной собственности Сербии и Румынии (каждой стране принадлежит половина мощности и выработки станции). Джердап I является самой крупной ГЭС на Дунае и одной из самых мощных в Европе (также — самой мощной на территории Евросоюза); на момент ввода в эксплуатацию она была 10-й по мощности ГЭС в мире.

## История строительства
В апреле 1924 года при министерстве сельского хозяйства Королевство сербов, хорватов и словенцев был создан комитет по исследованию хозяйственного потенциала района Джердап. В результате работы группы экспертов во главе с С. Матичем был создан проект строительства в районе Железных ворот двух плотин, что должно было сократить время прохода кораблей через этот участок Дуная с 52 до 17 часов, а также обеспечить электроэнергией восточные районы Югославии с населением около 6 млн человек. Однако проект не был тогда реализован. После Второй мировой войны к проекту вернулись. Уже в 1946 году посол ФНРЮ В. Попович обсуждал проект строительства ГЭС с В. М. Молотовым. Разрыв советско-югославских отношений в 1948—1949 годах означал прекращение контактов Югославии с Румынией и привел к тому, что реализация проекта была заморожена.
Работы возобновились в 1954 году, когда румынский и югославский институты подготовили исследование характеристик и показателей будущего проекта. В январе 1956 года на совещании коммунистических партий в Москве румынская сторона предложила изучить использование потенциала Дуная для строительства нескольких гидроузлов с участием югославской стороны. Об этом предложении ЦК КПСС проинформировал югославскую сторону, которая ответила согласием, но просила отложить реализацию проекта. 3 февраля 1956 года президиум ЦК КПСС принял постановление «Об обмене электроэнергией между странами-участницами СЭВ и использовании гидроресурсов Дуная». В июне 1957 года состоялось первое заседание совместной румынско-югославской комиссии по координации строительства ГЭС. Однако начало строительства затягивалось. В 1961 году интерес к проекту выразил премьер-министр Болгарии А. Югов, но югославский лидер Тито настоял на сохранении двустороннего формата. В 1963 году советский лидер Н. С. Хрущёв предложил привлечь к участию в строительстве ГЭС все подунайские страны СЭВ, а также СССР. Договор о строительстве гидроэнергетической и судоходной системы Джердап был подписан в Белграде лидерами Югославии и Румынии.
Строительство ГЭС началось в 1964 году (подготовительные работы в июле, а торжественный старт строительства в сентябре). 16 мая 1972 года И. Б. Тито и Н. Чаушеску открыли Джердапскую ГЭС.
В 1976 году было заключено соглашение о строительстве ГЭС Джердап II (Железные ворота II) мощностью 270 МВт, которая была достроена в 1984 году (последние 10 агрегатов с югославской стороны пущены только в 2000 году).

## Характеристики
Мощность ГЭС — 2371,8 МВт (первоначально 2052 МВт), среднегодовая выработка — 11 300 млн кВт·ч. Состав сооружений ГЭС:
- гравитационная бетонная водосливная плотина;
- два здания ГЭС;
- два судоходных шлюза;
- ОРУ 420 кВ.

Особенностью конструкции ГЭС является наличие двух идентичных машинных залов на разных берегах реки, принадлежащих разным странам. Первоначально в каждом из машинных залов было установлено шесть поворотно-лопастных гидроагрегатов мощностью по 171 МВт, диаметр рабочего колеса 9,5 м. Производитель гидротурбин — Ленинградский металлический завод, гидрогенераторов — Электросила (в настоящее время оба предприятия входят в концерн Силовые машины). В 1998-2007 годах румынские гидроагрегаты были модернизированы, что увеличило их мощность до 194,3 МВт.
В июле 2008 года был подписан контракт, а летом 2009 года начались работы по замене и реконструкции гидроагрегатов сербской части станции, в результате чего мощность каждого гидроагрегата возрастет до 201 МВт. Первоначально весь проект реновации планировали завершить в 2015 году. К ноябрю 2013 года были модернизированы гидроагрегаты № 4 и № 6, начались работы на гидроагрегате № 5.
К марту 2016 года в эксплуатацию введены три модернизированных гидроагрегата. Окончание работ было запланировано на 2019 год. После реновации технический ресурс оборудования ГЭС будет продлен на 30 лет, что увеличит годовую выработку электроэнергии до 500 млн кВт-часов.
Очередной модернизированный гидроагрегат ввели в эксплуатацию в ноябре 2019 года, число модернизированных агрегатов достигло пяти. Мощность каждого из них увеличена со 174[уточнить] до 201 МВт, а ресурс каждого обновлённого агрегата продлён на 30 лет. На тот момент окончание модернизации планировалось на 2021 год.
В результате модернизацию последнего гидроагрегата завершили лишь осенью 2023 года, после чего 8 декабря состоялось торжественное завершение проекта реновации ГЭС.